# Holzfäule

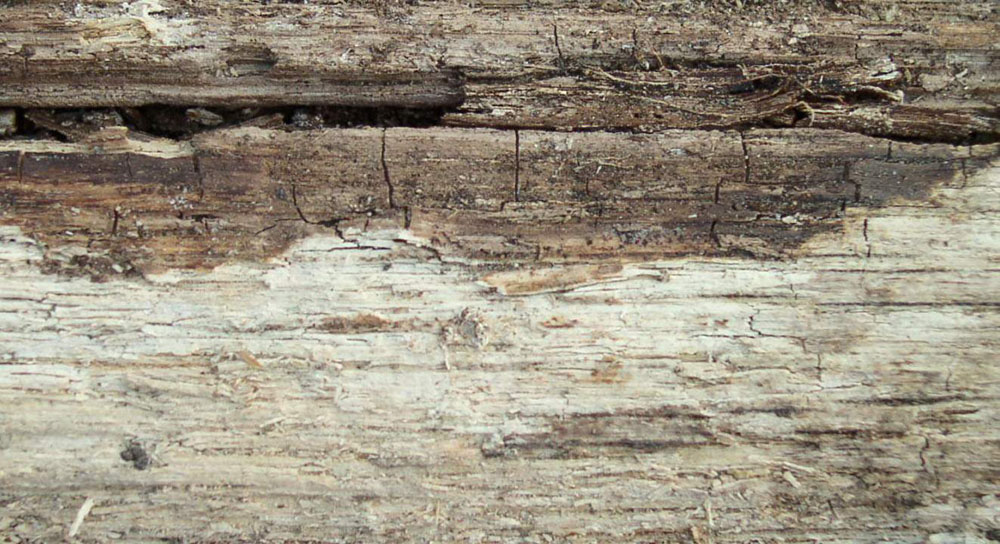
Durch Braunfäule (oben) und Weißfäule (unten) geschädigtes Holz

Holzfäule ist ein Oberbegriff für verschiedene Arten der Schädigung von Holz lebender, absterbender oder toter Bäume durch Pilze, der vorwiegend in der Forstwirtschaft und im Bereich des Holzschutzes im Bauwesen verwendet wird.
In Bezug auf Nutzholz spricht man in negativer Sichtweise von Holzschädlingen, im positiver Sicht von Totholzabbau.

## Formen der Holzfäule

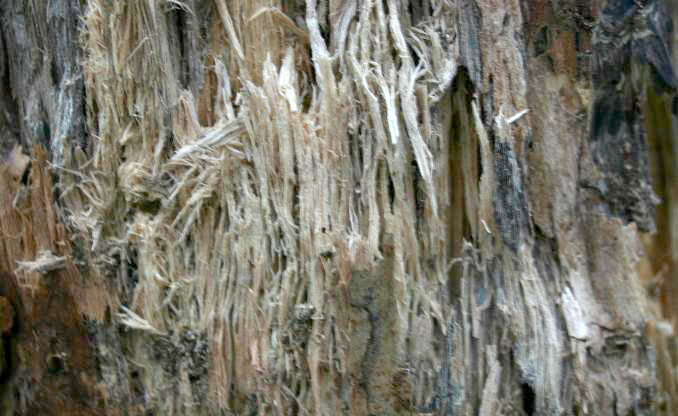
Weißfäule an Birkenholz

Abhängig von der abgebauten Holzsubstanz werden verschiedene Formen der Holzfäule – mit jeweils mehreren spezifischen Pilzarten als Fäuleerreger – unterschieden:
- Bei der auch Korrosionsfäule genannten Weißfäule wird zuerst Lignin abgebaut; typisch ist die Zerfaserung des Holzes.

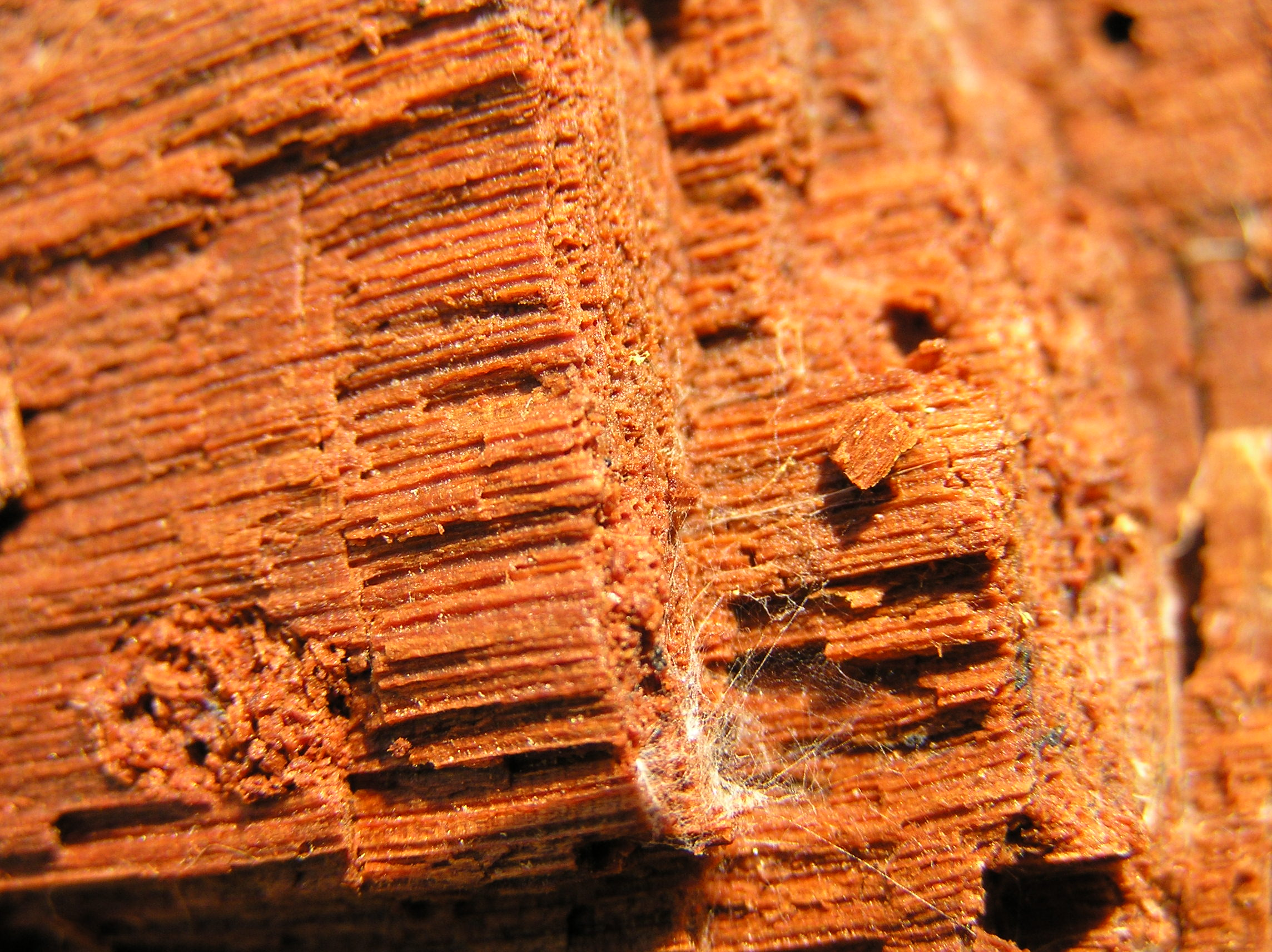
Braunfäule an Eichenholz

- Bei der auch Destruktionsfäule genannten Braunfäule werden primär Zellulose u. a. Polysaccharide abgebaut; typisch ist der Würfelbruch.
- Bei der Simultanfäule werden beide Hauptbestandteile des Holzes gleichzeitig angegriffen.

Bei der Moderfäule wird ebenfalls primär Zellulose abgebaut, jedoch ist im nassen Zustand die schmierige Oberfläche typisch, der würfelförmige Bruch ist feiner.
Der natürlich fortschreitende Abbau von Holz durch Pilze kann durch verschiedene Pilzarten und unterschiedliche Fäuleformen parallel oder sukzessiv stattfinden.
Die Bezeichnung Rotfäule ist bezüglich der abgebauten Holzsubstanz unspezifisch und bezieht sich auf rotbraune Holzverfärbungen.
Zudem werden verschiedenen Formen des Schadauftretens – unabhängig von der abgebauten Holzsubstanz – begrifflich unterschieden:
- Stammfäule bezeichnet Schädigungen, die am lebenden Baum große Bereiche eines Stammes betreffen.
- Stockfäule ist auf die unteren Stammbereiche beschränkt.
- Wundfäule meint Fäule, die an lebenden Bäumen über z. B. durch Rückeschäden entstandene Wunden eindringt.
- Als Lagerfäule (veraltet noch in Nass- und Trockenfäule unterteilt) wird Fäulnis an lagerndem oder bereits verbautem Holz bezeichnet.
- Als Hausfäule werden Fäulearten bezeichnet, deren Erreger vorzugsweise Holz befallen, das in Gebäuden verbaut ist (z. B. Echter Hausschwamm).